# Vier-Prozent-Hürde (Österreich)

Ergebnisse aller Nationalratswahlen in Österreich seit 1994. Die strichlierte Linie bezeichnet die Vier-Prozent-Hürde.

Der Begriff Vier-Prozent-Hürde bezeichnet eine Sperrklausel bei Wahlen zum österreichischen Nationalrat, die 1992 mit der Novelle der Nationalrats-Wahlordnung (BGBl. Nr. 471/1992) eingeführt wurde. Ebenfalls gilt die Sperrklausel gemäß § 77 Abs. 2 EuWO (Europawahlordnung) auch bei den österreichischen Europawahlen, wonach Parteien, denen im ganzen Bundesgebiet weniger als 4 % der abgegebenen gültigen Stimmen zugefallen sind, keinen Anspruch auf die Zuweisung von Mandaten haben.

## Hintergrund
Die Nationalratswahlordnung (NRWO) unterteilt das Bundesgebiet in neun Landeswahlkreise, von denen jeder geographisch einem der neun österreichischen Bundesländer entspricht. Anhand des Ergebnisses der letzten Volkszählung wird jedem Landeswahlkreis eine bestimmte Zahl an Mandaten zugeordnet. Auf den bevölkerungsärmsten Landeswahlkreis, das Burgenland, entfallen derzeit sieben der insgesamt 183 Nationalratsmandate; auf Niederösterreich, den bevölkerungsstärksten Landeswahlkreis, entfällt ein Kontingent von 37 Sitzen. Die Zahl der in jedem Landeswahlkreis abgegebenen gültigen Stimmen wird durch die dem jeweiligen Landeswahlkreis zugeordnete Mandatszahl dividiert. Das Ergebnis dieser Division wird als die Wahlzahl des betreffenden Landeswahlkreises bezeichnet und stellt die Zahl von Stimmen dar, die für die Zuteilung eines Mandats für die Vertretung des Wahlkreises im Nationalrat nötig sind.
Jeder Landeswahlkreis wird weiter in zwei bis sieben Regionalwahlkreise unterteilt.
Die Zuteilung von Mandaten zu Parteien erfolgt in drei Schritten:
- Im ersten der drei so genannten Ermittlungsverfahren wird die Zahl der gültigen Stimmen, die eine bestimmte Partei in einem bestimmten Regionalwahlkreis erhalten hat, durch die Wahlzahl des Landeswahlkreises dividiert, zu dem der fragliche Regionalwahlkreis gehört. Der Quotient wird abgerundet. Das Ergebnis stellt die Zahl der so genannten Grundmandate dar, die die betreffende Partei im betreffenden Regionalwahlkreis erreicht. Sofern nicht sämtliche antretenden Parteien in sämtlichen Regionalwahlkreisen Stimmenzahlen erhalten haben, die exakte ganzzahlige Vielfache der jeweils anzuwendenden Wahlzahlen sind, können in dieser ersten Runde nicht alle verfügbaren Mandate vergeben werden.
- Im zweiten Ermittlungsverfahren wird die Zahl der gültigen Stimmen, die eine bestimmte Partei in einem bestimmten Landeswahlkreis erhalten hat, durch die Wahlzahl des fraglichen Landeswahlkreises dividiert. Der Quotient wird abgerundet und um die Gesamtzahl der Grundmandate verringert, die im betreffenden Landeswahlkreis auf die betreffende Partei entfallen sind. Das Ergebnis stellt die Zahl der so genannten Restmandate oder Reststimmenmandate dar, die die betreffende Partei im betreffenden Landeswahlkreis erreicht. Auch nach dieser Runde sind mit an Sicherheit grenzender Wahrscheinlichkeit noch nicht alle Sitze zugeordnet.
- Im dritten Ermittlungsverfahren schließlich wird die Zahl der gültigen Stimmen, die eine bestimmte Partei im gesamten Bundesgebiet erhalten hat, nach dem D’Hondt-Verfahren in eine Gesamtzahl an Mandaten umgerechnet. Liegt diese Gesamtzahl über der Zahl an Grund- und Restmandaten, die die Partei in den ersten beiden Runden erhalten hat, so erhält sie eine entsprechende Zahl zusätzlicher Restmandate. Hat die Partei in den ersten beiden Runden hingegen bereits mehr Grund- und Restmandate erhalten, als die dritte Runde alleine ihr zugestehen würde, so werden entsprechend weniger zusätzliche Restmandate an andere Parteien vergeben.

Laut § 100 Abs. 1 und § 107 Abs. 2 NRWO nehmen an der Verteilung von Restmandaten durch das zweite und dritte Ermittlungsverfahren nur solche Parteien teil, die entweder im ersten Ermittlungsverfahren ein Grundmandat erhalten oder mindestens 4 Prozent der bundesweit abgegebenen gültigen Stimmen auf sich vereint haben.

## Bedeutung der Sperrklausel und des Grundmandates
Eine Mandatsvergabe auf Regionalwahlkreisebene ist unabhängig von der bundesweiten Vierprozenthürde möglich. Ein Mandat, das auf diese Weise erreicht wird, wird als Grundmandat bezeichnet. Je nach Größe des Regionalwahlkreises ist es unterschiedlich schwer, ein Grundmandat zu erreichen: Je größer die Anzahl der abgegebenen Stimmen (im Bezug auf die Wahlzahl) ist, desto geringer muss der relative Anteil der Stimmen sein, damit eine Partei ein Grundmandat erhält.
Bei der Nationalratswahl 2019 scheiterten acht Parteien an der Vierprozenthürde. Eine Division der Anzahl der gültigen Stimmen je Bundesland durch die Anzahl der in den Bundesländern zu vergebenden Mandate zeigte, dass die Wahlzahl je nach Bundesland zwischen rund 23.000 und 27.800 betrug. So viele Stimmen in einem Wahlkreis waren für ein Grundmandat notwendig. Demnach wären im Regionalwahlkreis Graz und Umgebung (9 zu vergebende Mandate) ca. 11,2 % der Stimmen für ein Grundmandat notwendig gewesen, im Regionalwahlkreis Osttirol (ein Mandat) waren es ca. 92,6 %. In den meisten Wahlkreisen waren zwischen 15 und 30 % der gültigen Stimmen für ein Grundmandat notwendig. Der Prozentanteil entspricht im Wesentlichen dem Kehrwert der Anzahl der im Wahlkreis zu vergebenden Mandate, allerdings verändert durch Rundungsdifferenzen bei der Festlegung der Mandate, die pro Bundesland bzw. pro Regionalwahlkreis zu vergeben sind, sowie unterschiedlicher Wahlbeteiligung in den Regionalwahlkreisen eines Bundeslandes. Sieht man von diesen Differenzen ab, wäre also 1/183 der abgegebenen Stimmen für ein Mandat notwendig, allerdings müssten dann alle Stimmen aus ein und demselben Regionalwahlkreis stammen.
In der Praxis ist ein Grundmandat wesentlich schwieriger zu erreichen als ein bundesweiter Stimmenanteil von vier Prozent. Es ist noch nie vorgekommen, dass eine Partei, die die Vier-Prozent-Hürde verfehlt hat, stattdessen ein Grundmandat erreicht hat. In allen Fällen der jüngeren Vergangenheit, in denen der Einzug einer Kleinpartei in den Nationalrat als denkbar, aber fraglich galt, wurde entsprechend während des Wahlkampfs wie auch in der eigentlichen Wahlberichterstattung überwiegend die Vier-Prozent-Hürde thematisiert. Dass es möglich ist, die Vier-Prozent-Hürde zu verfehlen, über ein Grundmandat aber trotzdem in den Nationalrat einzuziehen, ist der breiteren Öffentlichkeit daher so gut wie unbekannt.
Im Wahlkampf zur Nationalratswahl 2006 wurde das Thema jedoch aktuell, da das BZÖ nach allen Umfragen nahe bei 4 % lag und sich Hoffnung machte, aufgrund seiner starken Anhängerschaft in Kärnten dort ein Grundmandat zu erobern. Am Wahlabend wurde das Grundmandat knapp verfehlt, die Vier-Prozent-Hürde dennoch knapp übersprungen.
Bei der EU-Wahl 2024 scheiterten sowohl KPÖ (2,96 %) als auch DNA (2,72 %) an der österreichischen Vierprozenthürde, während in Deutschland 15 von 96 Mandaten an Gruppierungen mit ≤ 2,7 % Stimmenanteil gingen. Allerdings wäre mit dem in Österreich verwendeten Zuteilungsverfahren nach D’Hondt auch ohne Sperrklausel keines der 20 Mandate KPÖ oder DNA zugeteilt worden.
Wird bei Nationalratswahlen die Vierprozenthürde hingegen überwunden, ergibt sich laut Wahlgesetz mindestens Klubstärke, d. h. mindestens fünf Mandate für die jeweilige Gruppierung.

## Sperrklauseln in Österreich auf Gemeindeebene
In Österreich gibt es auf Gemeindeebene neben Wien, das zugleich Bundesland ist, nur eine weitere Gemeinde, die eine Sperrklausel für Gemeinderatswahlen eingezogen hat: In Innsbruck gilt nach einem Beschluss des Tiroler Landtags vom Oktober 2023 eine Vier-Prozent-Hürde für den Einzug in den Gemeinderat nach Gemeinderatswahlen. Die erste Wahl, für die diese Hürde galt, fand im April 2024 statt und führte dazu, dass fünf der 13 wahlwerbenden Listen den Einzug in den Innsbrucker Gemeinderat nicht schafften.